# ディズニープリンセス
ディズニープリンセス（Disney Princess）またはプリンセスライン、ディズニープリンセスラインは、ウォルト・ディズニー・カンパニーが所有するメディアフランチャイズおよび一連の玩具のシリーズ（トイライン）、少女向けのライフスタイルブランドである。日本ではプリンセスシリーズと呼ばれている。ディズニー・コンシュマー・プロダクツの会長であるアンディ・ムーニーによって作られたこのフランチャイズは、様々なディズニー作品に登場するヒロインたちを特徴としている。ただし、プリンセスシリーズに含まれるか否かに関わらず、ディズニー長編映画のプリンセス（お姫様）もディズニープリンセスと呼ばれている。
プリンセスシリーズには、ディズニーが所有する全メディアのプリンセスキャラクターが含まれているわけではなく、ウォルト・ディズニー・ピクチャーズのアニメ映画の主人公の中から、特定の女性キャラクターが選ばれている。ウォルト・ディズニー・アニメーション・スタジオの映画からは12人、ピクサーの映画からは1人が含まれている。プリンセスシリーズにおける「プリンセス」は、王族の称号であるプリンセス（王女、妃）とは別の称号として使われており、注目に値する感動的な（inspiring）資質を示した特定のヒロインを指す用語として使われている。プリンセスシリーズには、白雪姫、シンデレラ、オーロラ、アリエル、ベル、ジャスミン、ポカホンタス、ムーラン、ティアナ、ラプンツェル、メリダ、モアナ、ラーヤの13人のキャラクターで構成されている。
プリンセスシリーズでは、一部のディズニープリンセスをフィーチャーした人形、シングアロングビデオ、衣料品、美容製品、家庭用品、玩具、その他様々な商品が発売されている。このフランチャイズのライセンス契約企業には、グリデン（壁用ペイント）、ストライド・ライト（ライト・シューズ）、フィッシャー・プライス（プラスチック製フィギュア）、レゴ（レゴセット）、ハズブロとマテル（ゲームと人形）などがある。2009年時点で40億ドルの売り上げがある。
ディズニープリンセスはその絶大な人気の一方、作品に含まれるジェンダーステレオタイプ化された描写が批判の対象となっており、「商品化され消費と結びついた形のジェンダーステレオタイプ」、「女の子らしさ」を常に提示していること、美しく受動的なヒロインが地位と金のある男性に愛されて結婚し幸福になるというストーリーによる既存のジェンダー意識の強化、人種に関連したステレオタイプがあること等が指摘されてきた。プリンセスシリーズが作られたことで、少女やその親たちへの影響力はさらに増したと考えられている。近年のディズニープリンセス映画は、初期の物語構造と比べるとジェンダー描写が変化し、エンディングや相手の地位・立場も多様になり、行動も受動的なものから変化してきている。

## 歴史
ディズニー・オン・アイスのショーのアリーナで列に並んでいると、頭の先から足の先までプリンセスの格好をした小さな女の子たちに囲まれていました。彼女たちが身に着けていたのはディズニー製品ではなく、ハロウィンのコスチュームに合わせた汎用のプリンセス商品でした。そして、閃いたのです。ここには明らかに潜在的な需要があると。それで翌朝、私はチームに「よし、基準とカラーパレットを確立し、ライセンス契約者と話し合って、これらの女の子たちがすでにやっていること、つまり古典映画のキャラクターになりきることを可能にする製品をできるだけ多く市場に出そう」と言いました。 —アンディ・ムーニー、ディズニープリンセスフランチャイズの創設について、『ニューヨーク・タイムズ』による報道より
元ナイキの重役であるアンディ・ムーニーは、1999年12月にウォルト・ディズニー・カンパニーのディズニー・コンシュマー・プロダクツ部門の社長に就任した。彼が初めてディズニー・オン・アイスのショーに参加した際、何人かの小さな女の子たちがプリンセスの服装をしているのを目にしたが、それは正規のディズニー商品ではなかった。ムーニーは『ニューヨーク・タイムズ』に「彼女たちが身に着けていたのは、ハロウィンのコスチュームに付け加えた汎用のプリンセス商品でした」と語った。これを憂慮したムーニーは、翌朝会社に対して本物のディズニープリンセス・フランチャイズの立ち上げを2000年1月に開始するよう促した。しかし、ウォルトの甥であるロイ・E・ディズニーは、この路線の創設に反対した。会社は長い間、クラシックなおとぎ話のキャラクターを他の物語に混ぜることを避けており、それが個々の神話を弱めることを懸念していたからだ。
オリジナルのディズニープリンセスのラインナップは、白雪姫、シンデレラ、ティンカー・ベル、オーロラ、アリエル、ベル、ジャスミン、ポカホンタス、エスメラルダ、ムーランで構成されていた。エスメラルダはすぐに除外され、ティンカーベルも同様に除外され、彼女は姉妹フランチャイズシリーズである『ディズニーフェアリーズ』の主役を務めることになる。これはキャラクターが元の映画とは別のフランチャイズで販売される初めてのケースだった。ムーニーは、マーケティング広告（ポスターなど）でキャラクターを描く際に、プリンセスたちが互いに目を合わせないようにして、個々の「神話」を保つべきだと決め、「（それぞれが）他の存在に気づいていないかのように、わずかに異なる方向を見つめています」と語った。
ムーニーと彼のチームは、従来の方法とは異なり、フォーカスグループを利用せず、最小限のマーケティングでディズニープリンセスのラインを立ち上げた。2001年までにディズニー・コンシュマー・プロダクツ（DCP）は約3億ドルの収益を上げたが、2012年までにその収益は30億ドルに増加し、世界で最も売れる消費者向けエンターテインメント商品となった。DCPは、2000年にハズブロにゲーム、マテルに人形、フィッシャー・プライスにプラスチック製フィギュアのプリンセス製品のライセンスを発行し、プリンセスシリーズは3年で10億ドルの収益を達成した。

### 発展

#### 戴冠式と即位

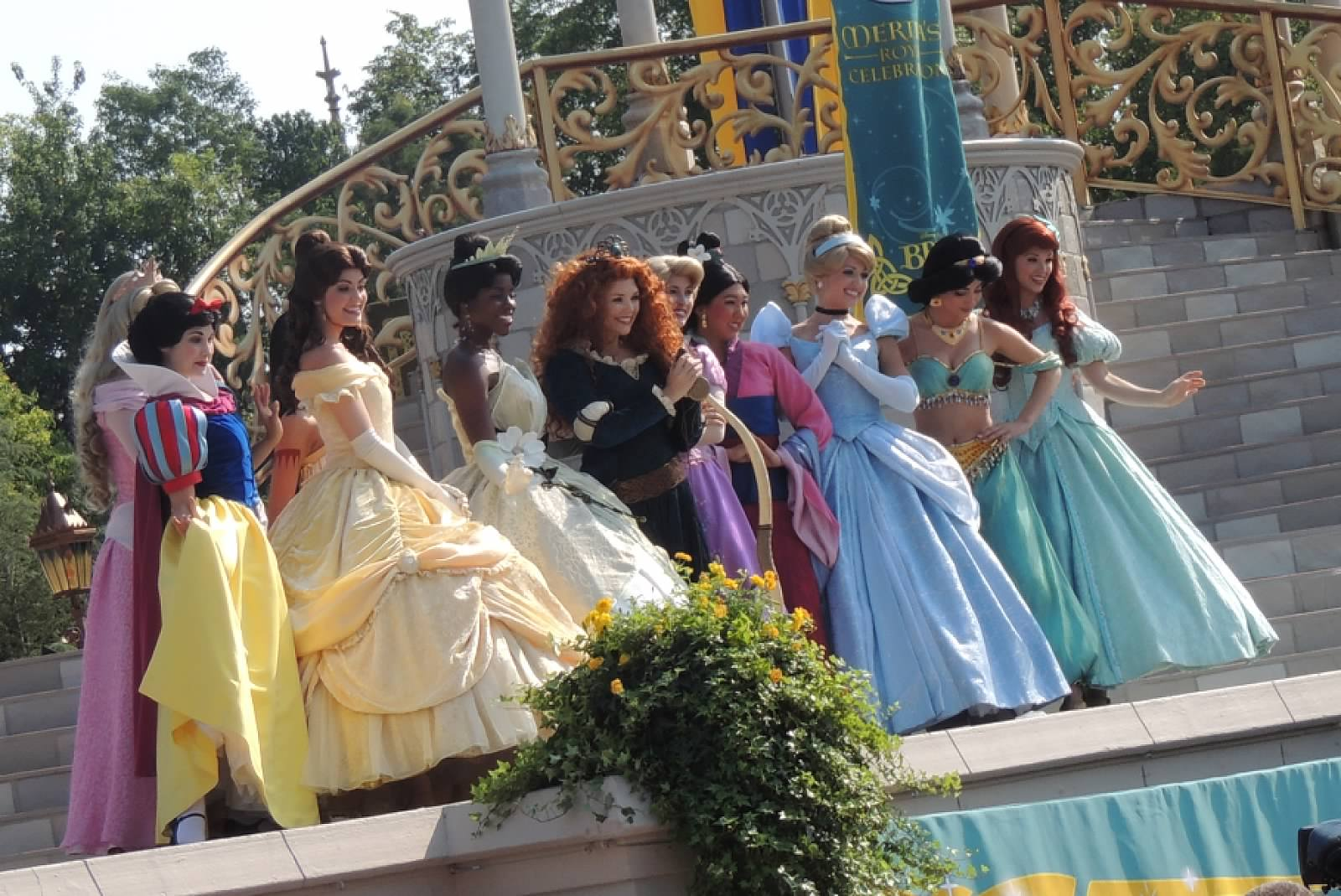
ウォルト・ディズニー・ワールドのマジック・キングダムにあるシンデレラ城前のステージで行われたメリダの戴冠式でのプリンセスたち（2013年5月11日）

ティアナは2010年3月14日に公式にディズニープリンセス・フランチャイズの最初の追加キャラクターとなり、短期間のメンバーだったティンカー・ベルに代わって第9のメンバーとなった。彼女の「戴冠式」は、マンハッタンのミッドタウンにあるロッテ・ニューヨーク・パレス・ホテルで行われた。ティンカー・ベルはすでに2005年から別のフランチャイズ、「ディズニーフェアリーズ」のリーダーを務めていた。
ラプンツェルは2011年10月2日に、イギリスのロンドンで開催された特別イベント「ラプンツェルのロイヤル・セレブレーション」で第10のメンバーとして戴冠し、プリンセスシリーズに加わった。他のプリンセスやフェアリー・ゴッドマザー、フリン・ライダーも参加し、ハイド・パークでの行進を経て、ケンジントン・アンド・チェルシー区にあるケンジントン宮殿でのセレモニーで締めくくられた。ケンジントン宮殿は17世紀以来イギリス王室が使用してきた居住地で、ウェールズ公妃ダイアナやスノードン伯爵夫人マーガレット王女なども居住していた。このイベントは、英国の非営利組織であるヒストリック・ロイヤル・パレスと協力してディズニーが主催した。
2013年5月11日、メリダはピクサーのキャラクターとして初めて、またシリーズの第11のメンバーとして、フロリダ州オーランドのウォルト・ディズニー・ワールドのマジック・キングダムのシンデレラ城前で行われた戴冠式でプリンセスシリーズに加わった。
2019年5月、モアナは戴冠式を行わずに第12のメンバーとしてプリンセスシリーズに加わり、今後の新しい商品に含まれることになった。
2022年8月、『ラーヤと龍の王国』のラーヤが、ディズニーランド・パリで開催されたワールド・プリンセス・ウィークの間に第13のメンバーとして迎えられることが発表された。2023年1月にディズニープリンセス製品の一部に含まれ、同年8月には公式ウェブサイトで他のプリンセスと共に紹介された。

#### デザイン変更、グッズ、その他のイベント
ディズニー・フェアリーテール・ウェディング・ガウンのラインは、プリンセスを基にカースティー・ケリーによってデザインされ、2008年1月に発売された。
2012年、プリンセスたちは現代的なデザイン変更を受けた。ティアナやラプンツェルのように衣装にグリッターが追加されたものもあれば、ベル、アリエル、ジャスミンのように新しいヘアスタイルや改良された衣装を受けたものもあった。中でも最も劇的だったのはシンデレラで、サイドスイープの前髪とシアースリーブの衣装が与えられた。
ターゲット・コーポレーションをマーケティング・パートナーとして、ディズニーは2012年4月23日に初のナショナル・プリンセス・ウィークを開催した。これには、『プリティ・プリンセス』のBlu-rayリリースと『ベリー・フェアリー・プリンセス』の本が発売された。ハロッズはすでにディズニーストアを持ち、クリスマスのテーマとしてオスカー・デ・ラ・レンタがデザインしたプリンセスのドレスを展示した。8月にはそのドレスがD23 Expoで展示され、11月13日にグレート・オーモンド・ストリート病院の子供向けチャリティーのためにオークションに出された。
マテルは2010年末にバービーのプリンセス・テーマ・ラインを追加し、2013年にはおとぎ話に基づいた「エバー・アフター・ハイ」を導入した。これらの競合ラインとブランド・ライセンスの期限が2015年末に迫っていたため、ディズニーはハズブロにライセンスを獲得する機会を提供し、彼らの『スター・ウォーズ』での実績を評価した。これにより『ディセンダント』のライセンスも取得した。DCPはまた、プリンセスを乙女ではなくヒロインとしてマーケティングすることでブランドを進化させようとしていた。2014年9月、ディズニーは2016年1月1日からハズブロがディズニープリンセス・ラインのライセンス・ドール・メーカーになると発表した。
2013年6月のディズニープリンセス・パレスペットアプリのリリースにより、DCPはパレス・ペットをディズニープリンセス・フランチャイズの拡張に変え、8月にライセンシー・ブリップ・トイズからパレスペットの玩具ラインを発売した。このラインはタイムトゥプレイ・マグ・ドットコムの2013年ホリデーシーズン最も欲しいリストにも選ばれた。2015年、ディズニー・パブリッシングはアニメーション短編シリーズ『ウィスカー・ヘイブン～ロイヤルペットものがたり～』をリリースした。この短編はディズニープリンセス王国の間の童話の地にある秘密の領域、ウィスカー・ヘイヴンの魔法の世界への短い旅を描いている。
ディズニー・コンシュマー・プロダクツ＆インタラクティブ・メディアは、2018年8月にターゲットでハズブロのフィギュアとハイブリッド・プロモーションのアパレルと共にプリンセス・コミック・ラインを開始した。この拡張には、ベル、ジャスミン、アリエル、ラプンツェル、ポカホンタスが含まれていた。
2021年4月27日、ディズニーは「アルティメット・プリンセス・セレブレーション」を開始した。この1年間のイベントでは、プリンセスたちのクラシックデザインが復活し、多くの特別イベント、製品、パフォーマンスが含まれた。公式ではないが、『アナと雪の女王』のアナとエルサもこのセレブレーションの一部に含まれ、2022年8月末にはコレクションから一時的に除外された。2021年4月29日に南アフリカでセレブレーションが開始された際、『ちいさなプリンセス ソフィア』のソフィアと『アバローのプリンセス エレナ』のエレナも他のプリンセスよりも控えめながら含まれていた。
2022年1月、マテルはブランドの玩具および人形のラインを製造するライセンスを再取得した。

## メンバー
ディズニープリンセスシリーズの公式メンバーは、13の選ばれたディズニー映画の女性キャラクター（ジャスミン以外は主役）で構成されており、そのほとんどは作品世界の架空の国の王室に関連している。メンバーには、映画が公開された年代順に番号が振られている。
| 番号 | 名前         | 映画                   | 年     |
| ---- | ------------ | ---------------------- | ------ |
| 1    | 白雪姫       | 白雪姫                 | 1937年 |
| 2    | シンデレラ   | シンデレラ             | 1950年 |
| 3    | オーロラ     | 眠れる森の美女         | 1959年 |
| 4    | アリエル     | リトル・マーメイド     | 1989年 |
| 5    | ベル         | 美女と野獣             | 1991年 |
| 6    | ジャスミン   | アラジン               | 1992年 |
| 7    | ポカホンタス | ポカホンタス           | 1995年 |
| 8    | ムーラン     | ムーラン               | 1998年 |
| 9    | ティアナ     | プリンセスと魔法のキス | 2009年 |
| 10   | ラプンツェル | 塔の上のラプンツェル   | 2010年 |
| 11   | メリダ       | メリダとおそろしの森   | 2012年 |
| 12   | モアナ       | モアナと伝説の海       | 2016年 |
| 13   | ラーヤ       | ラーヤと龍の王国       | 2021年 |

ただし日本では、白雪姫からジャスミンまでの6人とラプンツェルが商品展開の中心となっており（ジャスミン以外は白人）、他のキャラクターはディズニープリンセスとして認知されていないようである。
| 名前             | 映画             | 年     |
| ---------------- | ---------------- | ------ |
| ティンカー・ベル | ピーター・パン   | 1953年 |
| エスメラルダ     | ノートルダムの鐘 | 1996年 |

また、『魔法にかけられて』の主人公であるジゼルは、前作『ムーラン』より「9年ぶりのディズニープリンセス」と映画の広告などで紹介された。しかし、ジゼル役のエイミー・アダムスの肖像に生涯報酬を払わなくてはならないことが判明したため、ディズニーはジゼルをディズニープリンセスに含めない方針を固めた。現在、ジゼルのアニメーション／実写両方の姿を使用した独自の商品展開が行われている。

## 売上
2000年に商品化を始め、2001年の売り上げは3億ドル超、2005年には30億ドル、2009年には40億ドルと増大し、その後も世界中で展開するブランドとして拡大。2006年時点で商品アイテムは2万5千点を超える。

## メディア展開

### 映画とテレビ
『プリンセス・パーティ・パレス（旧称プリンセス・パワー・アワー）』は、2000年から2007年までトゥーン・ディズニーで放送された番組である。『リトル・マーメイド』と『アラジン』のエピソードが放送されていた。
ディズニープリンセスのテレビ出演は『ディズニープリンセス・コレクション』にまとめられた。これは『アラジン』と『リトル・マーメイド』のエピソード、そして『美女と野獣』のスペシャル2本を収めたVHSカセットのシリーズである。その後、DVDシリーズ『ディズニープリンセス・ストーリーズ』が同様の内容でリリースされた。
ベルは実写版テレビシリーズ『シング・ミー・ア・ストーリー・ウィズ・ベル』に出演した。最初の8人のディズニープリンセスもアニメシリーズ『ハウス・オブ・マウス』に登場した。シンデレラ、ベル、白雪姫はアニメシリーズ『ミッキーマウス!』にもカメオ出演している。テレビスペシャル『リトル・マーメイド・ライブ!』では、アウリィ・クラヴァーリョがアリエルを演じた。2022年のテレビスペシャル『美女と野獣 30周年セレブレーション』では、H.E.R.がベルを演じた。
2007年初頭、ディズニーは新しいディズニープリンセスのオリジナルビデオシリーズ『DISNEY PRINCESS おとぎの国のプリンセス』を発表した。このシリーズの最初の映画『DISNEY PRINCESS おとぎの国のプリンセス/夢を信じて』は、2007年9月4日にリリースされた。ジャスミンの新しい物語とオーロラの新しい物語を描いている。元々は『DISNEY PRINCESS おとぎの国のプリンセス/優しさの王国』がシリーズの最初の映画として発表されており、異なるオーロラの物語とベルの物語が含まれていたが、ディズニーはこの変更を事前に告知することなく行った。シリーズは中止され、『夢を信じて』のみが存在する。
ディズニーが所有するABCで放送されたテレビシリーズ『ワンス・アポン・ア・タイム』には、白雪姫、シンデレラ、ベル、オーロラ、ムーラン、アリエル、ラプンツェル、メリダ、ジャスミン、ティアナの実写版が登場した。白雪姫とベルは主なキャラクターで、他のキャラクターは定期的またはゲスト出演している。シーズン7からは、シンデレラ、ティアナ、ラプンツェルが主なキャラクターとなる。これらのキャラクターの多くはディズニー版に基づいているが、一部は古い物語からインスピレーションを得ている。
テレビシリーズ『ちいさなプリンセス ソフィア』は2013年1月11日にディズニージュニアで初放送された。シンデレラは最初の映画『はじまりのものがたり』に登場した。ジャスミン、ベル、オーロラ、白雪姫、ムーラン、ティアナ、メリダも番組に登場した。アリエルとラプンツェルはそれぞれ『にんぎょのともだち』と『プリンセス アイビーののろい』というテレビスペシャルに登場した。しかし、ソフィアは主要なプリンセスではなく、王室の一員ではない。彼女の声は『モダン・ファミリー』のスター、アリエル・ウィンターが担当している。2017年にはテレビシリーズ『ラプンツェル ザ・シリーズ』が、テレビ映画『ラプンツェル あたらしい冒険』をパイロットとしてデビューした。2020年12月には、ティアナとモアナのスピンオフテレビシリーズがDisney+で放送されることが発表された。『モアナ：ザ・シリーズ』は2024年にデビュー予定で、ティアナのシリーズは後日放送予定です。しかし、2024年2月に『モアナ・ザ・シリーズ』は『モアナと伝説の海2』に変更され、2024年11月27日に公開予定で、『ティアナ』は引き続きディズニープラスで放送予定。
映画『マレフィセント』（2014年）と『マレフィセント2』（2019年）では、エル・ファニングがオーロラを演じた。リリー・ジェームズは2015年の映画『シンデレラ』でシンデレラを演じた。エマ・ワトソンは2017年の映画『美女と野獣』でベルを演じた。ナオミ・スコットは2019年の映画『アラジン』でジャスミンを演じた。リウ・イーフェイは2020年の映画『ムーラン』でムーランを演じた。ハリー・ベイリーは2023年の映画『リトル・マーメイド』でアリエルを演じた。レイチェル・ゼグラーは2025年公開予定の映画『スノー・ホワイト』で白雪姫を演じる予定である。キャサリン・ラガアイアは2026年公開予定の映画『モアナと伝説の海』でモアナを演じることが発表されている。
プリンセスシリーズのにラインナップされたキャラクターと『アナと雪の女王』のアナとエルサを含むディズニープリンセスたちは、2018年の映画『シュガー・ラッシュ:オンライン』にゲスト出演した。この映画はディズニーのアニメーション映画で初めてキャラクター同士が直接対話する作品である。『シュガー・ラッシュ:オンライン』の監督であるリッチ・ムーアとフィル・ジョンストンは、観客の反応と「良いストーリーがあるかどうか」によってはディズニープリンセスに焦点を当てた映画が作られる可能性があると述べた。
2021年、ディズニー・チャンネルはディズニープリンセスを基にしたショートシリーズ『ビッグ・チビ6』を放送開始した。最初のエピソード「モアナ・アズ・トールド・バイ・チビ」は2021年8月27日に公開された。
2023年8月18日、アニメーションレゴスペシャル『LEGO ディズニープリンセス:お城の冒険』がDisney+でリリースされた。このスペシャルは、白雪姫、アリエル、ティアナ、ラプンツェル、モアナがガストン（『美女と野獣』のヴィラン）の邪悪な計画を阻止する冒険を描いている。
プリンセスたち（メリダを除く）は、ディズニー100周年を記念して制作された短編映画『ワンス・アポン・ア・スタジオ -100年の思い出-』（2023年）に登場した。

#### ティアナのデザイン変更に対する「白人化」の批判
『シュガー・ラッシュ:オンライン』には、ディズニープリンセスが14名登場するが、黒人であるティアナのデザインが、原作映画に比べて肌色が明るくなり、黒人女性特有の丸い鼻・厚みのある唇から、鼻筋を細く、唇を小さくといった変更が行われており、映画公開前にティアナのファンから白人化だという批判が起こり、人種差別反対を訴えるカラー・オブ・チェンジもディズニーに抗議。これを受けて公開直前に異例の修正作業が行われた。

### コミック化
『きらら☆プリンセス』は講談社が制作し、2005年4月に『なかよし』でデビューした日本のファンタジー・ロマンス漫画で、きららという名前の少女が誘拐された友人を探すために、最初の6人のディズニープリンセス（白雪姫、シンデレラ、オーロラ、アリエル、ベル、ジャスミン）の助けを借りて冒険する物語である。しかし、きらら自身はフランチャイズの一部とは見なされていない。
2016年2月24日、ディズニープリンセスのアンソロジー連載コミックの第1号が発売された。このシリーズはジョー・ブックスから出版されている。ジョー・ブックスは、ディズニープリンセスをターゲット限定のグラフィックノベルラインに拡大し、ハズブロのフィギュアラインとハイブリッド・プロモーションズのアパレルラインも展開している。

### 雑誌
かつて日本では『ディズニープリンセス』と呼ばれる女児向け雑誌が存在した。2002年6月28日に河出書房新社より「KAWADE夢ムック」のシリーズとして発売が開始され、2003年9月11日までに週刊誌として6巻が刊行された。以降、2003年11月10日より隔月刊誌として出版され、2010年1月をもって休刊した。読者対象は、3歳から7歳までの女児とその母親。読み聞かせの話から、クッキング、ファッション、歌やダンス、マナーレッスンなど幅広い話題と取り扱う。また、付録としてアクセサリー類のおもちゃなどが付く。判型はA4。

### ビデオゲーム
ディズニープリンセスは、ビデオゲームを含むさまざまなメディアに登場している。例えば、『ディズニープリンセス・エンチャンテッド・ジャーニー（Disney Princess: Enchanted Journey）』『ディズニープリンセス・マジカル・ジュエルズ（Disney Princess: Magical Jewels）』『ディズニープリンセス・マイ・フェアリーテイル・アドベンチャー（Disney Princess: My Fairytale Adventure）』などがある。
ラプンツェルは2013年のゲーム『ディズニー インフィニティ』でプレイヤーキャラクターとして登場する。『ディズニー インフィニティ2.0』にはメリダとジャスミンが追加されるが、メリダはスティッチと共に「トイボックス・スターターパック」にも含まれている。『ディズニー インフィニティ3.0』にはムーランが追加される。
すべてのディズニープリンセスはモバイルゲーム『ディズニー マジックキングダムズ』でもプレイヤーキャラクターとして登場し、シンデレラ、オーロラ、ポカホンタス、ラプンツェルはメインストーリーの一部として登場し、その他のプリンセスは期間限定キャラクターである。
ほぼすべてのディズニープリンセスが、シンデレラとポカホンタスを除いて、ロールプレイングゲーム『Disney ミラー・ウォリアーズ』でプレイヤーキャラクターとして登場する。
アリエル、ベル、ラプンツェル、モアナ、ムーランは『ディズニー ドリームライトバレー』の村人として登場し、シンデレラとティアナは今後のアップデートで追加される予定である。
ジャスミン、ベル、アリエル、ムーランはカートレーシングゲーム『ディズニー スピードストーム』でもプレイヤーキャラクターとして登場する。

#### キングダム ハーツ
『キングダム ハーツ シリーズ』のゲームでは、7人の「セブンプリンセス」が登場する。彼女たちは純粋な心を持つ若い女性たちで、全員が集まるとキングダム ハーツへの道を開くと言われている。この7人のうち5人はディズニープリンセスであり、白雪姫、シンデレラ、オーロラ、ベル、ジャスミンが含まれる。残りのセブンプリンセスは『ふしぎの国のアリス』のアリスとゲームシリーズのヒロインであるカイリである。アリエルとムーランはセブンプリンセスではないが、それぞれの世界で仲間として登場する。ディズニープリンセスたちはシリーズを通じて様々な登場を果たす。
- 白雪姫、シンデレラ、オーロラ、アリエル、ベル、ジャスミン、アリス、カイリが第1作に登場し、アリエル、ベル、ジャスミン、カイリは『キングダム ハーツII』にも再登場するが、他のプリンセスたちは言及されるだけである。ムーランは彼女の世界を訪れることで初登場し、アリエルが最初の『キングダム ハーツ』でそうであったように仲間として登場する。

- アリエル、ベル、ジャスミン、アリス、カイリは『キングダム ハーツ チェイン オブ メモリーズ』にソラやリクの記憶の断片として登場するが、セブンプリンセスとしての役割は持たない。

- ベルとジャスミンは『キングダム ハーツ 358/2 Days』でロクサスと出会う際に再登場する。ふしぎの国も再登場するが、アリスはいない。

- 白雪姫、シンデレラ、オーロラ、若いカイリは前日譚『キングダム ハーツ バース バイ スリープ』に登場し、ゲームのプレイヤーキャラクターであるテラ、アクア、ヴェントゥスがプリンセスたちの元の物語において重要な役割を果たす。

- デジタル版のアリスとジャスミンは『キングダム ハーツ コーデッド』に登場する[80]。

- 『キングダム ハーツIII』では「ニューセブンハート」が導入され、カイリが元の7人から役割を引き継ぐ唯一のプリンセスとして登場する。ラプンツェルが現在知られているニューセブンハートのディズニープリンセスであり、非メンバーである『アナと雪の女王』のアナとエルサもメンバーとして知られている。アリエルもソラが戦闘中に召喚できるキャラクターの1人として登場する。

- 現在のところ、ポカホンタス、ティアナ、メリダ、モアナ、ラーヤはシリーズにまだ登場していない。

## 批判・論考
ディズニープリンセス映画に含まれるジェンダーステレオタイプ化された描写は批判の対象となっており、メディア研究者のセレステ・ラクロワは、プリンスの多くが白い肌、細いウエスト、豊満な胸で、手足が細く長いというデザインであることに、人種あるいはジェンダーに関連したステレオタイプがあると指摘している。ミア・アデッサ・トービンらはディズニー26作品を分析し、初期の作品と比べれば近年では減ってきてはいるものの、依然として文化的にステレオタイプ化された描写が含まれると述べている。
女性のジェンターステレオタイプの特性の核として、他者のことを考え協調する傾向を示す概念共同性（communion）があるといわれるが、若桑みどりは、初期のプリンセスがもつ従順さ、受け身、他力本願さという共同性の否定的側面を批判している。若桑みどりは、ディズニープリンセス映画の初期3作品を分析し、これらの映画のヒロインは非常に非主体的であり、「女の子は美しく従順であれば、地位と金のある男性に愛されて結婚し、幸福になれる」というメッセージが既存のジェンダー意識を再生産させる強力な装置になっていると指摘し、少女に偏った価値観を植え付けることを懸念している。
李修京・高橋理美は2007年までの8作品を分析し、初期のヒロインは受動的であるが、『リトル・マーメイド』以降ヒロインの描写に著しい変化が見られ、たくましさ、精神的なタフさ、自活力などが感じられると述べている。物語も、王子との結婚によるハッピーエンド以外のエンディングも増え、相手のプリンス役を一般男性が担う場合もみられるようになっている。また、初期のディズニープリンセス映画では出会ってすぐに恋に落ち、恋愛のプロセスはなかったが、『美女と野獣』以降変化が見られる。
荻上チキは、中期のディズニープリンセスは「冒険し、自分で夢をつかもうとする」が「不幸な境遇を変えるチャンスは異性が与えてくれる」と考えていたが、近年のプリンセスは、「守られるだけの存在ではなく、積極的に道を切り開いている」「不幸な境遇を変えるチャンスは、同性を含む他者からの対話から生まれる」と考え始めたと評している。照沼かほるは、『塔の上のラプンツェル』のラプンツェルは「初期の作品のような王子任せの受動的な存在から、自由と自立を求めて自ら旅立つ女性へと変わってきている」と指摘しており、斉藤環はポカホンタスやムーランを「王子いらず」の自立した少女キャラクターとみている。
白人は黒人に対し、「子どもじみた」「文明化されていない」「劣っている」といったステレオタイプを持ち、特にアフリカ系アメリカ人文化における「超自然的なもの」を好む傾向を嘲笑してきた。1946年のディズニー映画『南部の唄』は黒人に対する人種差別的な表象を含むと批判されたが、2009年の『プリンセスと魔法のキス』でヒロインを初めてアフリカ系アメリカ人にし、改めて黒人表象に向き合った。ティアナは機知に富んだ女性とされ、レストラン経営という夢を持っているが、物語の大部分をカエルの姿で愚鈍に苦労を重ね、知性や理性に適ったアプローチで夢に近づくのではなく、超自然的な過程を経て夢を叶えており、若松彩音は、そこには「未だ克服できないアメリカ全体に潜在する黒人への『超自然的』で『劣った』ステレオタイプ」があり、アメリカ社会に潜在的に存在する黒人のイメージを肯定する映画となっていると評している。ティアナをイメージしたプリンセスグッズには、黒い肌が明るく「漂白」され、カエルの象徴である自然的な「緑」のドレスを売りに人気を図っているものもある。

## ディズニープリンセス映画の受賞歴
ディズニープリンセスにラインナップされた女性キャラクターが登場するディズニーのアニメ映画のうち、2024年現在、5本の映画が「文化的、歴史的、または美学的に重要である」としてアメリカ議会図書館の国立フィルム登録簿に保存されている。
- 『白雪姫』（1937年、1989年追加）[84]

- 『美女と野獣』（1991年、2002年追加）[85]

- 『シンデレラ』（1950年、2018年追加）[86]

- 『眠れる森の美女』（1959年、2019年追加）[87]

- 『リトル・マーメイド』（1989年、2022年追加）[88]

## メディア展開の一覧

### DVD
- 『ディズニープリンセス 憧れのバースデイ・パーティー』（2005年7月20日発売）VWDS-4908
- 『ディズニープリンセス 夢見るパジャマ・パーティー』（2006年8月23日発売）VWDS-5180
- 『ディズニープリンセス ジャスミン 本当の宝物』（2005年7月20日発売）VWDS-5004
- 『ディズニープリンセス プリンセスの贈りもの』（2005年7月20日発売）VWDS-5044
- 『ディズニープリンセス プリンセスDVDコレクション』（2005年7月20日発売）VWDS-5076
- 『ディズニープリンセス プリンセスの願いごと』（2005年12月7日発売）VWDS-5120
- 『ディズニープリンセス 魔法にかかったプリンセス』（2006年8月23日発売）VWDS-5182
- 『DISNEY PRINCESS おとぎの国のプリンセス/夢を信じて』（2007年9月19日発売）VWDS-5292
- 『ディズニープリンセス コンプリートBOX』（2010年10月9日発売）VWDS-5658

### VHS・LD
- 『プリンセスコレクション ジャスミン：本当の宝物』（1996年2月23日/25日発売）VHS:VWSJ-4102/LD:PILA-1361
- 『プリンセスコレクション ジャスミン：プリンセスの願い』（1996年2月23日/25日発売）VHS:VWSJ-4104/LD:PILA-1362
- 『プリンセスコレクション アリエル：めぐり会い』（1996年2月23日/25日発売）VHS:VWSJ-4106/LD:PILA-1363
- 『プリンセスコレクション アリエル：友だちになりたい』（1996年2月23日/25日発売）VHS:VWSJ-4108/LD:PILA-1364
- 『プリンセスコレクション ジャスミン：勇敢なプリンセス』（1997年3月20日/21日発売）VHS:VWSJ-4182/LD:PILA-1414
- 『プリンセスコレクション ジャスミン：アラジンは誰のもの?』（1997年3月20日/21日発売）VHS:VWSJ-4184/LD:PILA-1415
- 『プリンセスコレクション アリエル：ヒーロー』（1997年3月20日/21日発売）VHS:VWSJ-4186/LD:PILA-1419
- 『プリンセスコレクション アリエル：海の中の学校』（1997年3月20日/21日発売）VHS:VWSJ-4188/LD:PILA-1420

### 未発売
- Disney Princess Enchanted Tales: A Kingdom of Kindness
- Disney Princess Enchanted Tales: Honesty
- Disney Princess Enchanted Tales: Bonus Disc
- Disney Princess: A Christmas of Enchantment
- Disney Princess Sing Along Songs VOLUME 1-3

### 書籍

#### ディズニープリンセス・チャプター・ブック
- アリエル：バースデー・サプライズ（Ariel: The Birthday Surprise）
- ベル：不思議なメッセージ（Belle: The Mysterious Message）
- シンデレラ：大きなネズミの間違い（Cinderella: The Great Mouse Mistake）
- ティアナ：グランド・オープニング（Tiana: The Grand Opening）
- ジャスミン：失われたコイン（Jasmine: The Missing Coin）
- オーロラ：パーフェクト・パーティー（Aurora: The Perfect Party）
- ラプンツェル：忘れられない一日（Rapunzel: A Day to Remember）

#### ジュエル・ストーリー
- アリエル：きらめく星のネックレス（Ariel: The Shimmering Star Necklace）
- シンデレラ：失われたティアラ（Cinderella: The Lost Tiara）
- ベル：魅力的な贈り物（Belle: The Charming Gift）
- ジャスミン：宝石の果樹園（Jasmine: The Jewel Orchard）
- ティアナ：盗まれた宝石（Tiana: The Stolen Jewel）
- メリダ：エメラルドの伝説（Merida: Legend of the Emeralds）